# Марсель Шанталь
Марсе́ль Жанні́ Шанта́ль-Паньє́ (фр. Marcelle Jenny Chantal-Pannier), у шлюбі — Марсель Джефферсон-Кон, відома як Марсе́ль Шанта́ль (фр. Marcelle Chantal, на початку кар'єри — Марсель Фавр (фр. Marcelle Favrel), 9 лютого 1901, Париж, Франція — 11 березня 1960, там же) — французька співачка та акторка.

## Життєпис
Народилася в родині банкірів. У 1921 році одружилася із заможним американцем Девідом Джефферсоном-Коном. У 1920 році під псевдонімом Марсель Фавр вперше знялася у фільмі «Карнавал істин» Марселя Л'Ерб'є. Під ім'ям Марсель Джефферсон-Кон вона почала виступати як співачка в «Житті Богемії» у паризькому оперному театрі «Опера-комік» (фр. Opéra Comique), а потім з успіхом співала в «Таїсі» в «Опері Гарньє».
У 1929 році кінематографісти Тоні Лекен та Гастон Равель запропонували Марсель Шанталь роль у своєму фільмі «Кольє королеви». Відтоді й до початку 1950-х років вона з'явилася у понад 20 фільмах таких режисерів, як Альберто Кавальканті, Моріс Турнер, Віктор Турянський, Федір Оцеп, Аугусто Дженіна, Жак де Баронселлі, П'єр Шеналь, Георг Вільгельм Пабст, Робер Верне. Останню свою кінороль зіграла в 1950 році у фільмі П'єра Бійона «Шері», знятого за романами Колетт «Шері» (фр. Chéri, 1920) та «Кінець Шері» (фр. La fin de Chéri, 1926).
Під час Другої світової війни Шанталь брала участь у театральних турах в Швейцарії.
Марсель Шанталь померла від раку 11 березня 1960 року в Парижі у віці 59 років. Похована на цвинтарі Монмартр.

## Фільмографія
| Рік  |   | Українська назва         | Оригінальна назва          | Роль                |
| ---- | - | ------------------------ | -------------------------- | ------------------- |
| 1920 | ф | Карнавал істин           | Le carnaval des vérités    |                     |
| 1929 | ф | Кольє королеви           | Le collier de la reine     | графиня де ла Мотте |
| 1930 | ф | Секрет лікаря            | Le secret du docteur       | Ліліана Ґарнер      |
| 1930 | ф | Обвинувальний висновок   | Le réquisitoire            | Лілія Алтон         |
| 1931 | ф | Канікули диявола         | Les vacances du diable     | Бетті Вільямс       |
| 1931 | ф | Ім'ям закону             | Au nom de la loi           | Сандра              |
| 1931 | ф | Бродяга                  | La vagabonde               | Рене Нері           |
| 1933 | ф | Денщик                   | L'ordonnance               | Елен                |
| 1934 | ф | Амок                     | Amok                       | Елен Гевіленд       |
| 1935 | ф | Антонія, угорський роман | Antonia, romance hongroise | Антонія             |
| 1935 | ф | Баккара                  | Baccara                    | Ельза Бар'єнці      |
| 1936 | ф | Гондола з химерами       | La gondole aux chimères    | леді Діана Віндгем  |
| 1936 | ф | Двері простору           | La porte du large          | Мадлен Левель       |
| 1936 | ф | Нітчево                  | Nitchevo                   | Тереза Саб'єн       |
| 1937 | ф | Острів вдів              | L'île des veuves           | Івонн               |
| 1937 | ф | Трагедія імперії         | La tragédie impériale      | цариця Олександра   |
| 1937 | ф | Справа Лафаржа           | L'affaire Lafarge          | Марі Лафарж-Капель  |
| 1937 | ф | Романтика у Фландрії     | A Romance in Flanders      | Івонн Беррі         |
| 1939 | ф | Дівчата в лиху           | Jeunes filles en détresse  | лікар Марта Прель   |
| 1949 | ф | Фантомас проти Фантомаса | Fantômas contre Fantômas   | Врен де Шарра       |
| 1950 | ф | Жулі де Карнілан         | Julie de Carneilhan        | Маріанна            |
| 1950 | ф | Шері                     | Chéri                      | Леа де Лонваль      |